# Boja (Mohačka mikroregija, Mađarska)
Boja (mađ. Bóly, nje. Deutschbohl) je gradić u južnoj Mađarskoj.
Zauzima površinu od 25,34 km četvorna.

## Zemljopisni položaj
Nalazi se u južnom podnožju Mečeka, na 45°58'2" sjeverne zemljopisne širine i 18°31'6" istočne zemljopisne dužine, zapadno od Mohača i sjeverno od granice s Republikom Hrvatskom.

## Upravna organizacija
Upravno pripada Mohačkoj mikroregiji u Baranjskoj županiji. Poštanski broj je 7754.

## Promet
Boja se nalazi na željezničkoj prometnici Pečuh – Mohač. U Boji je i željeznička postaja.

## Stanovništvo
U Boji živi 3770 stanovnika (2002.).
Boja je bilo švapsko selo, a od mjesnih Hrvata, postoje doseljeni šokački Hrvati. Radi se o težacima iz Minjoroda, Vršende i Titoša koji su odselili u Boju. 1914. je bilo 30-40 Hrvata, a 2006. je živio približno isti broj Hrvata.

## Kulturni spomenici
- dvorac obitelji Batthyány

## Gradovi prijatelji
- Heroldsberg
- Cernat
- Neded

## Poznate osobe
- Prosper Amtmann
- Tibor Bérces, akademik
- Tamás Dittrich, atlet
- Adolf Engel
- Id. Manninger Gusztáv Adolf
- Gusztáv Adolf Manninger
- János Meszlényi
- Nándor Montenuovo
- Henrik Ripszám
- János Strázsay
- Székely Károly Nándor
- Ferenc Trischler

## Vanjske poveznice
- (mađ.) Bóly Önkormányzatának honlapja
- (mađ.) Panorámakép a kálváriáról
- (mađ.) Panorámakép a Hősök teréről
- (mađ.) Panorámakép a községházról
- (mađ.) Bóly a Vendégvárón  Arhivirana inačica izvorne stranice od 30. lipnja 2006. (Wayback Machine)
- (mađ.) Légifotók a kastélyról
- (mađ.) Térkép Kalauz – Bóly
- Boja na fallingrain.com